# 赤松持則
赤松 持則（あかまつ もちのり）は、室町時代前期の武将。
赤松則祐の子（義則の弟）として生まれる。この年は不明だが、名前（諱）の｢持｣の字は足利義持（のちの室町幕府第4代将軍）から受けたものとみられ、この場合、第3代将軍・足利義満の1字を受けた満則（1366年生まれ）より後に生まれたものと思われる。
康応元年/元中6年（1389年）、将軍・義満が厳島神社に参詣の途上、備前牛窓港で一泊したとき、その接待を務めた。元中8年/明徳2年12月30日、明徳の乱で山名氏清と山名満幸が京都に攻め込んできた際、兄・義則や満則と共に二条猪熊において奮戦して山名軍に勝利するも、戦死した。
尚、庶流の別所氏の名跡を継いだとされ、別所持則とも呼ばれる。子孫は赤松家臣の別所氏として続き、別所則治は持則の曾孫とされる。